# 1904 en Inde
Chronologie de l'Inde
- 1900
- 1901
- 1902
- 1903
- 1904
- 1905
- 1906
- 1907
- 1908

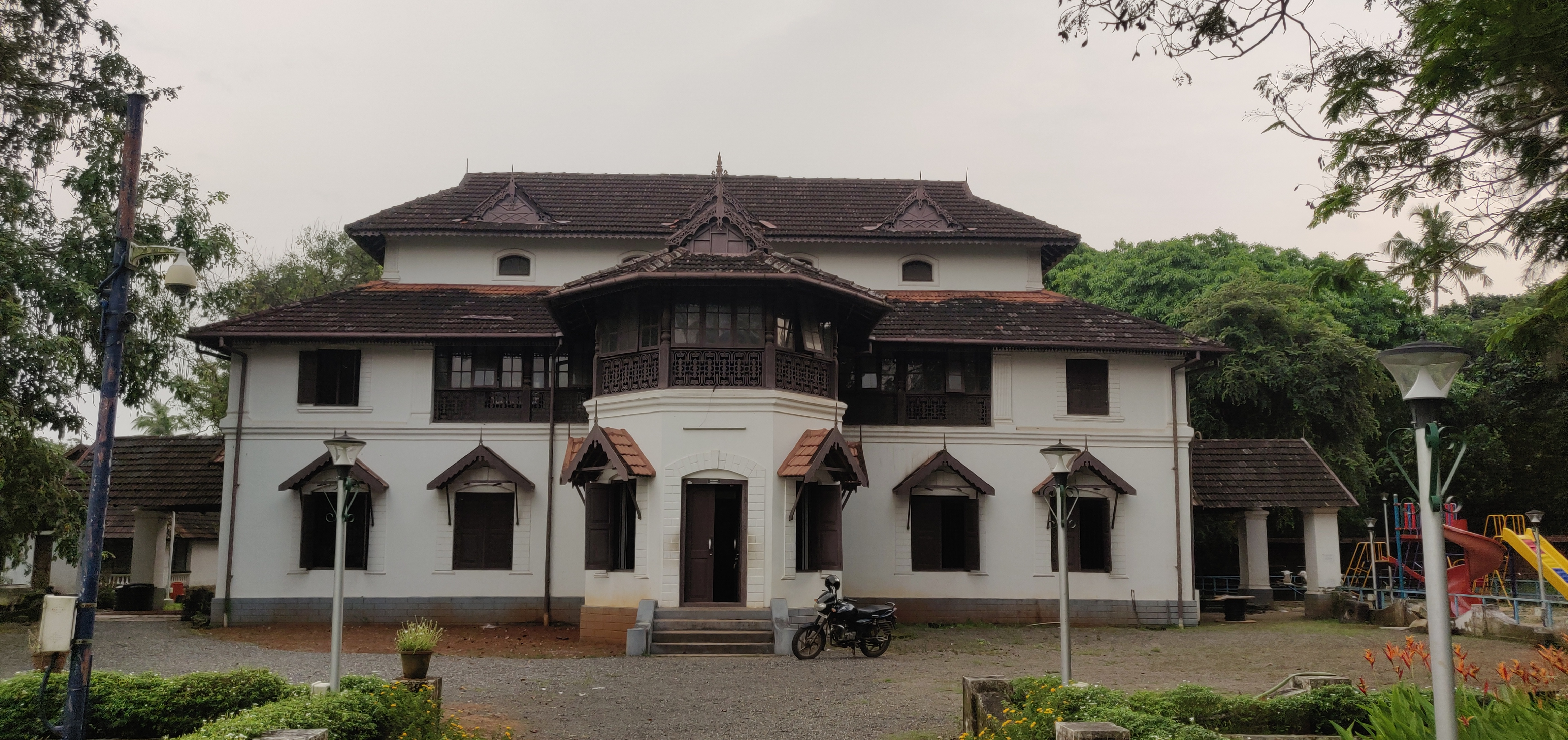
Fin de la construction du palais Kollengode à Thrissur.

Cette page concerne les évènements survenus en 1904 en Inde  :

## Évènement
- 18 mars : Loi de 1904 sur la préservation des monuments anciens (en)

## Création
- Département du renseignement criminel (en)
- Palais Kollengode (en) à Thrissur
- Société Abhinav Bharat (en), une société secrète qui  s'est développée pour inclure plusieurs centaines de révolutionnaires et d'activistes politiques avec des branches dans diverses régions de l'Inde, s'étendant à Londres. Elle est impliquée dans quelques assassinats d'officiels britanniques.
- Usine d'armes à feu de Jabalpur (en)

## Naissance
- A. K. Gopalan (en), chef du parti communiste indien.
- Majnun Gorakhpuri (en), écrivain, poète et critique littéraire.
- Gorur Ramaswamy Iyengar (en), écrivain.
- V. Nagaiah (en), acteur, compositeur et réalisateur.
- Lal Bahadur Shastri, Premier ministre.
- Tribhuvan Narain Singh (en), gouverneur, ministre.
- Jehangir Ratanji Dadabhai Tata, aviateur (né en France).

## Décès
- Nidhiry Mani Kathanar (en), vicaire général de l’Église catholique syro-malabare.
- S. Shungrasoobyer (en), divan du Travancore.